# Archivo Nacional de la Imagen y la Palabra del Uruguay
El Archivo de la Imagen y la Palabra es una institución pública de Uruguay encargada de la custodia, preservación y difusión del archivo histórico audiovisual, fotográfico y sonoro del país. Es una dependencia del Servicio Oficial de Difusión, Representaciones y Espectáculos y su sede principal, así como su sala de exposiciones se encuentran ubicados en la Ciudad Vieja de Montevideo, sobre la Peatonal Sarandí 430.

## Historia
La existencia del hoy llamado Archivo de la Imagen y la Palabra, se remonta a dos instituciones: primero a la Sección Fotográfica del Ministerio de Industrias, creada en 1912 con el objetivo de documentar y contar con un archivo gráfico de los principales hechos y personalidades de la historia. Dicha sección fotográfica, pasaría a depender del entonces Servicio Oficial de Difusión Radioeléctrica, ya que se creía que sería de gran utilidad contar con todo ese archivo gráfico, a la hora de consolidar la señal de televisión nacional. Mientras tanto, en noviembre de 1959, había sido creado el Archivo de la Palabra, el cual contaba con un enorme archivo y registro sonoro con las voces más importante y destacadas de la historia oriental.
En 1985 la sección de fotografía se unifica con el departamento de Cine Arte y se convierte en el Archivo de la Imagen. Durante varios años, convivirán por separado el entonces Archivo de la Palabra y el Archivo de la Imagen, hasta que en 2012 son fusionados y pasan a denominarse como Archivo Nacional de la Imagen y la Palabra, unificando también su acervo.

## Actualidad

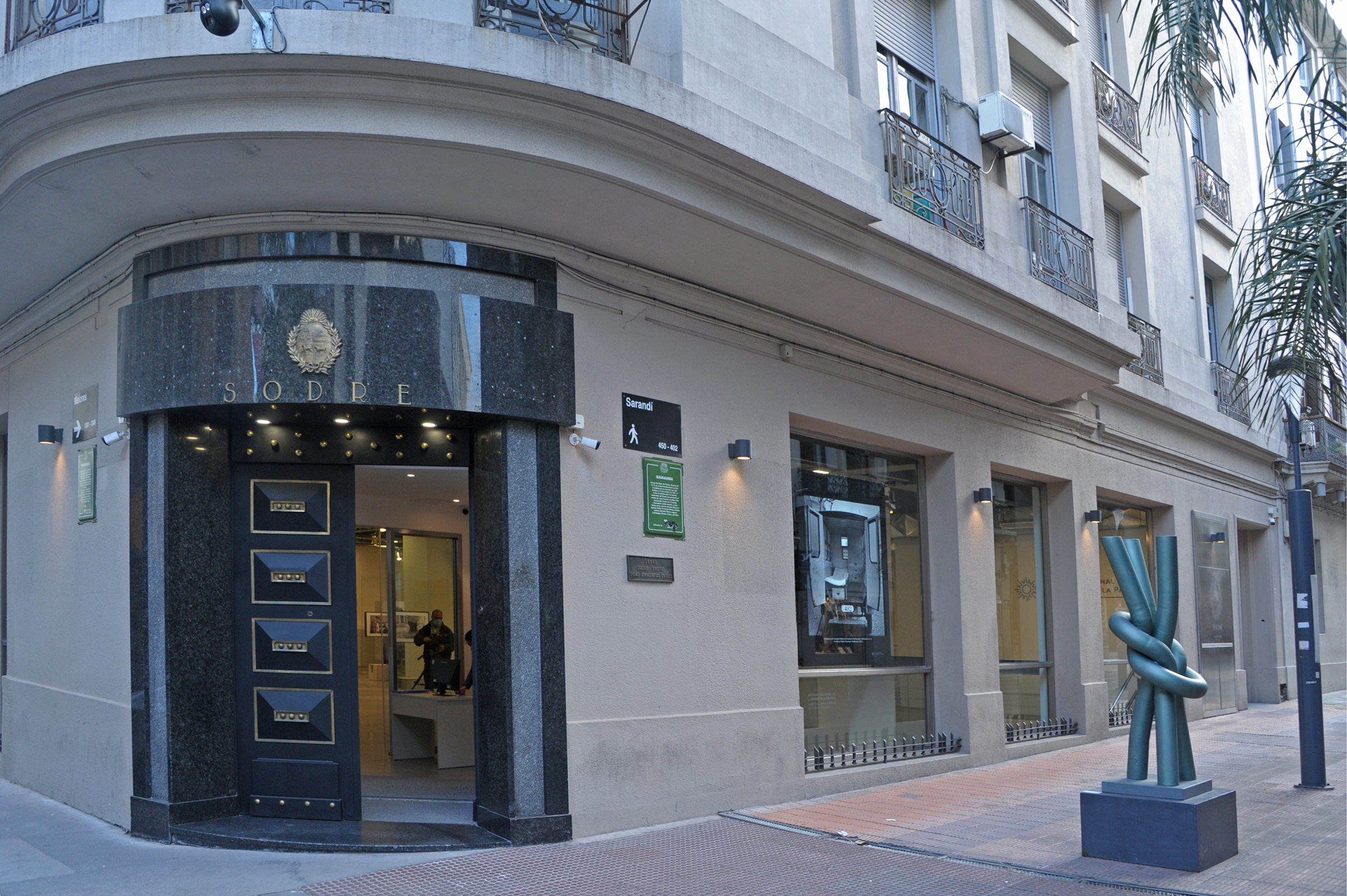
Fachada del Archivo Nacional de la Imagen y la Palabra. Montevideo, Uruguay

Como archivo parlante y fotográfico del país, atesora grabaciones de intelectuales, personalidades del arte, la cultura, la sociedad, la política, así como también produce, exhibe filmes y videos.

## Colección
Entre su colección se encuentran: entrevistas a China Zorrilla y Alfredo Zitarrosa y del radioteatro "Barranca abajo" de Florencio Sánchez, así como el Archivo Presidencial. El mismo fue declarado en 1999 por la Comisión del Patrimonio como Monumento Histórico.
En 2017 su sitio web fue dado de baja perdiendo de acceso la ciudadanía.